# Marquesat de Samaranch

Joan Antoni Samaranch, I marquès de Samaranch

El marquesat de Samaranch és un títol nobiliari espanyol creat el 30 de desembre de 1991 pel Rei d'Espanya Joan Carles I, a favor del polític Joan Antoni Samaranch i Torelló.
Segons el Butlletí Oficial de l'Estat, el títol es concedí en reconeixement de «l'eficaç dedicació […] al foment de l'esport i a l'entesa entre els pobles, des dels destacats llocs públics que ha ocupat, han vingut a culminar amb la seva brillant actuació com a President del Comitè Olímpic Internacional, per la qual cosa, volent demostrar-li la meva reial estima, vinc a atorgar a Joan Antoni Samaranch i Torelló el títol de Marquès de Samaranch, per a sí i els seus successors, d'acord amb la legislació nobiliària espanyola. Donat a Madrid el 30 de desembre de 1991».

## Titulars
| Núm.                    | Titular                            | Període   |
| ----------------------- | ---------------------------------- | --------- |
| Creat per Joan Carles I |                                    |           |
| I                       | Joan Antoni Samaranch i Torelló    | 1991-2010 |
| II                      | Maria Teresa Samaranch i Salisachs | 2011-     |

## Historial
- Joan Antoni Samaranch i Torelló (1920-2010), I marquès de Samaranch. Fill de l'empresari tèxtil Francesc Samaranch Castro i de Joana Torelló Malvehy, casat amb María Teresa Salisachs Rowe, pare de Joan Antoni i Maria Teresa.

- Maria Teresa Samaranch i Salisachs, II marquesa de Samaranch. Succeí al seu pare el 2011, amb la Reial Carta de Successió publicada al Butlletí Oficial de l'Estat de 9 de juny de 2011.[2]